# Ileana Ros-Lehtinen
Ileana Ros-Lehtinen, née le 15 juillet 1952 à La Havane (Cuba), est une femme politique américaine d'origine cubaine membre du Parti républicain. De 1989 à 2019, elle siège pour la Floride à la Chambre des représentants des États-Unis.

## Biographie

### Origines et débuts en politique
Ileana Ros-Lehtinen est née à La Havane le 15 juillet 1952. Sa mère est d'origine juive et s'est convertie au catholicisme pour épouser son père, Enrique Ros, opposant au régime de Fidel Castro. Elle quitte Cuba avec sa mère à l'âge de huit ans, sans parler l'anglais, par l'un des derniers vols commerciaux entre Cuba et Miami. Son père les rejoint quelques mois plus tard.
Elle est élue à la Chambre des représentants de Floride en 1982, puis au Sénat floridien à partir de 1986.

### Représentante des États-Unis
En 1989, elle est élue à la Chambre des représentants des États-Unis pour le 18e district de Floride, lors d'une élection partielle qu'elle remporte avec 53 % des voix. Elle est la première femme hispanique élue au Congrès. Elle obtient un mandat complet l'année suivante lors des élections générales avec 60 % des suffrages. En 1992, elle est réélue en réunissant les deux tiers des voix. De 1994 à 2000, elle est réélue tous les deux ans sans opposition. Entre 2002 et 2010, elle conserve son siège avec des scores compris entre 57,9 % (2008) et 69,1 % (2002) des voix.
Du 3 janvier 2011 au 3 janvier 2013, elle préside la commission des Affaires étrangères de la Chambre des représentants.
Lors des élections de 2012, après un redécoupage des circonscriptions, elle est élue avec 60,2 % des voix dans le 27e district. Elle est réélue sans opposition en 2014. Elle remporte un nouveau mandat en 2016 avec 55 % des suffrages contre le démocrate Scott Fuhrman ; le même jour, Hillary Clinton remporte le district avec 20 points d'avance sur Donald Trump,. Le 30 avril 2017, elle annonce qu'elle n'est pas candidate à sa réélection en 2018.
Lehtinen a été embauché par la société de lobbying Akin Gump Strauss Hauer & Feld après avoir démissionné du Congrès. Elle a travaillé comme agent étranger pour le gouvernement des Émirats arabes unis. En juillet 2020, elle a participé à la tentative des ÉAU de diffamation du rival régional du Qatar. En 2023, Selon FARA, elle est la seule ancienne politicienne qui est maintenant autorisée à faire pression pour les ÉAU aux États-Unis. Aussi, elle a poussé le gouvernement américain à continuer de vendre des armes sophistiquées aux malgré les violations des droits de l'homme des ÉAU dans le monde.

## Positions politiques
Ileana Ros-Lehtinen est une républicaine modérée, notamment sur les questions de société.
Depuis le changement de sexe de son fils Rodrigo en 2007, elle est l'une des rares élues républicaines à se prononcer en faveur des droits des personnes LGBT. En 2012, elle devient ainsi la première élue républicaine du Congrès à soutenir le mariage homosexuel.
En matière de politique étrangère, elle soutient pleinement Israël et est opposée à un accord sur le nucléaire avec l'Iran. Elle s'oppose à un rapprochement entre Cuba et les États-Unis et souhaite maintenir le pays sur la liste américaine des États finançant le terrorisme. Elle a également déclaré « approuve[r] la possibilité de voir quelqu’un assassiner Fidel Castro » lors d’une interview pour le documentaire britannique 638 Façons de tuer Castro sorti en 2006.

## Historique électoral

### Chambre des représentants des États-Unis
| Année | Ileana Ros-Lehtinen | Démocrate | Indépendant |
| ----- | ------------------- | --------- | ----------- |
| Année |                     |           |             |
| 1989  | 53,25 %             | 46,75 %   | —           |
| 1990  | 60,38 %             | 36,62 %   | —           |
| 1992  | 66,77 %             | 33,23 %   | —           |
| 1994  | 100,00 %            | —         | —           |
| 1996  | 100,00 %            | —         | —           |
| 1998  | 100,00 %            | —         | —           |
| 2000  | 99,98 %             | —         | 0,02 %      |
| 2002  | 69,11 %             | 28,61 %   | 2,29 %      |
| 2004  | 64,73 %             | 35,27 %   | —           |
| 2006  | 62,15 %             | 37,95 %   | —           |
| 2008  | 57,87 %             | 42,13 %   | —           |
| 2010  | 68,89 %             | 31,11 %   | —           |
| 2012  | 60,17 %             | 36,94 %   | 2,89 %      |
| 2014  | 100,00 %            | —         | —           |
| 2016  | 54,89 %             | 45,11 %   | —           |